# Городняни
Городняни (пол. Horodniany) — село в Польщі, у гміні Юхновець-Косьцельний Білостоцького повіту Підляського воєводства.
Населення — 267 осіб (2011).
У 1975-1998 роках село належало до Білостоцького воєводства.

## Демографія
Демографічна структура станом на 31 березня 2011 року:
|          | Загалом | Допрацездатний вік | Працездатний вік | Постпрацездатний вік |
| -------- | ------- | ------------------ | ---------------- | -------------------- |
| Чоловіки | 141     | 32                 | 97               | 12                   |
| Жінки    | 126     | 21                 | 84               | 21                   |
| Разом    | 267     | 53                 | 181              | 33                   |